# La leyenda de Sleepy Hollow
La leyenda de Sleepy Hollow o La leyenda del jinete sin cabeza es un relato corto de terror y romanticismo, escrito por Washington Irving en 1820, en su colección de ensayos e historias cortas The Sketch Book of Geoffrey Crayon.

## Argumento

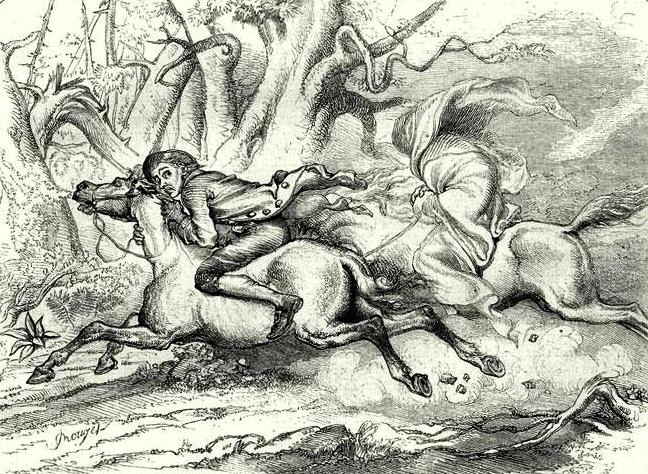
Ichabod perseguido por el Jinete sin Cabeza

La historia se sitúa en 1790, en los alrededores del asentamiento neerlandés de Tarry Town (Tarrytown, Nueva York), en un apartado valle llamado Sleepy Hollow conocido por sus historias de fantasmas y el ambiente embrujado que impregna la imaginación de sus habitantes y visitantes. El espectro más infame del lugar es El jinete sin cabeza, de quien se dice que es el fantasma de un antiguo soldado hessiano al que alcanzó una bala de cañón en la cabeza durante "alguna batalla sin nombre" de la guerra de Independencia de Estados Unidos y que "cabalga hacia la escena de la batalla en una nocturna búsqueda de su cabeza".
La leyenda narra  el relato de Ichabod Crane, un profesor de escuela extremadamente supersticioso de Connecticut que se enamora de la joven de 18 años Katrina Van Tassel, hija única de Baltus Van Tassel, un adinerado granjero del pueblo, y de su fortuna, a la que también pretende el joven y rudo Abraham "Brom Bones" Van Brunt.
Una plácida noche el ambicioso docente asiste a una fiesta en casa de los Van Tassel. Baila, disfruta del festín y escucha los fantasmagóricos relatos que narran Brom y el resto de los lugareños, aunque su único propósito es declararse a Katrina después de que los invitados se marchen.
Tras una insatisfactoria declaración, Ichabod cabalga a casa a través de los espeluznantes bosques entre la granja de los Van Tassel y el asentamiento de Sleepy Hollow. Según va pasando por los supuestos lugares encantados, su activa imaginación se ve abrumada por las historias de espíritus narradas en la Fiesta de la Cosecha. En cierto momento el Jinete se le aparece. En una frenética carrera hacia el puente adyacente al cementerio de la antigua iglesia neerlandesa del valle, donde se decía que el antiguo Jinete "se desvanecería en un destello de llamas y azufre", Ichabod cabalgó por su vida, apremiando desesperadamente a su caballo hacia la parte baja del valle. Aun así, para horror del pedagogo, el macabro espíritu alcanzó el puente, encabritó a su caballo y arrojó su decapitada cabeza a la aterrorizada cara de Ichabod Crane.
A la noche siguiente, Ichabod había desaparecido misteriosamente del pueblo, permitiendo que Katrina se casase con Brom, de quien se comentaba que sabía demasiado sobre los acontecimientos cuando se narraba el relato de Ichabod en el pueblo. De hecho, los únicos elementos encontrados sobre la desaparición del profesor fueron su caballo, su sombrero y una misteriosa calabaza destrozada en ese mismo lugar.
Aunque la naturaleza del Jinete queda abierta a la libre interpretación, la historia insinúa que el jinete era en realidad Brom (un ágil y experimentado jinete) disfrazado.

## Adaptaciones

### Cine

#### El Jinete Sin Cabeza(1922)
El Jinete Sin Cabeza (The Headless Horseman) es una película muda inspirada en el relato, dirigida por Edward Venturini y protagonizada por Will Rogers.

#### The Adventures of Ichabod and Mr. Toad(1949)
Walt Disney Productions estrenó en 1949 The Adventures of Ichabod and Mr. Toad (La leyenda de Sleepy Hollow y el Señor Sapo en España; Dos Personajes Fabulosos en Hispanoamérica), un largometraje compuesto de dos segmentos sin relación entre ellos, el primero basado en la novela de Kenneth Grahame El viento en los sauces y el segundo en el relato de Washington Irving.
Este corto es uno de los más fieles al texto literario e incluye el final original de este.

#### Sleepy Hollow(1999)
El aclamado director Tim Burton rodó en 1999 Sleepy Hollow, una nueva versión del relato contando con las actuaciones de Johnny Depp como Ichabod Crane, Christina Ricci como Katrina Van Tassel y Christopher Walken en el rol del Jinete sin cabeza.

### Televisión

#### Sleepy Hollow(2013)
Sleepy Hollow fue una serie de televisión estadounidense creada por Roberto Orci, Alex Kurtzman, Phillip Iscove y Len Wiseman. La serie se estrenó en 2013 y finalizó en 2017, tras la emisión de cuatro temporadas.

### Música
La agrupación colombiana de power metal Árkhanon editó en el año 2012 un álbum titulado "La Leyenda del Jinete sin Cabeza", dentro del cual también se incluye una canción con el mismo nombre.
También la agrupación Motionless In White, tanto en su primer y quinto álbum de estudio, crearon dos temas inspirados e imaginando la historia original de Irving Washington. Temas titulados "Undead Ahead" y "Undead Ahead 2: The Tale Of The Midnight Ride" respectivamente.